# Kitengela
Kitengela es una localidad de Kenia, perteneciente al condado de Kajiado.
Tiene 58 167 habitantes según el censo de 2009. Tradicionalmente era una llanura rústica habitada por los masáis, pero actualmente es una localidad que forma parte del área metropolitana de Nairobi. Se sitúa en el límite con el condado de Machakos y forma conurbación con Mavoko.

## Demografía
Los 58 167 habitantes de la localidad se reparten así en el censo de 2009:
- Población urbana: 58 167 habitantes (30 088 hombres y 28 079 mujeres)
- Población periurbana: no hay población periurbana en esta localidad
- Población rural: no hay población rural en esta localidad

## Transportes
Se sitúa sobre la carretera A104, que une Tanzania con Uganda pasando por Nairobi. Al noroeste, la A104 lleva a la capital Nairobi, de cuyo casco urbano Kitengela dista unos 30 km. Al sur lleva a la capital del condado, Kajiado.